# Vic Morrow
Victor Morozoff, més conegut com a Vic Morrow (Bronx, Nova York, 14 de febrer de 1929 − Indian Dunes, Califòrnia, 23 de juliol de 1982) va ser un actor estatunidenc, famós mundialment pel conegut programa de televisió Combat! i per haver mort mentre filmava una nova versió de Twilight Zone: The Movie (1982), en ser decapitat per les hèlixs d'un helicòpter que va caure després d'una mala maniobra i que amb la seva mort es va realitzar un judici posterior en el qual es van prendre mesures de seguretat de com s'han de dirigir pel·lícules d'imatge real sense usar efectes reals en els set de filmació, la qual cosa va permetre l'avanç dels efectes realitzats per ordinadors.

## Biografia

### Primers anys
Va néixer al barri de Bronx en el si d'una família jueva. Morrow va deixar l'escola secundària per unir-se a la Marina de Guerra dels Estats Units a disset anys. Després de retirar-se de la marina, va estudiar lleis a la Universitat Estatal de Florida i després actuació. Llavors, es va enrolar a l'escola Actors Workshops a Nova York.

### Carrera cinematogràfica

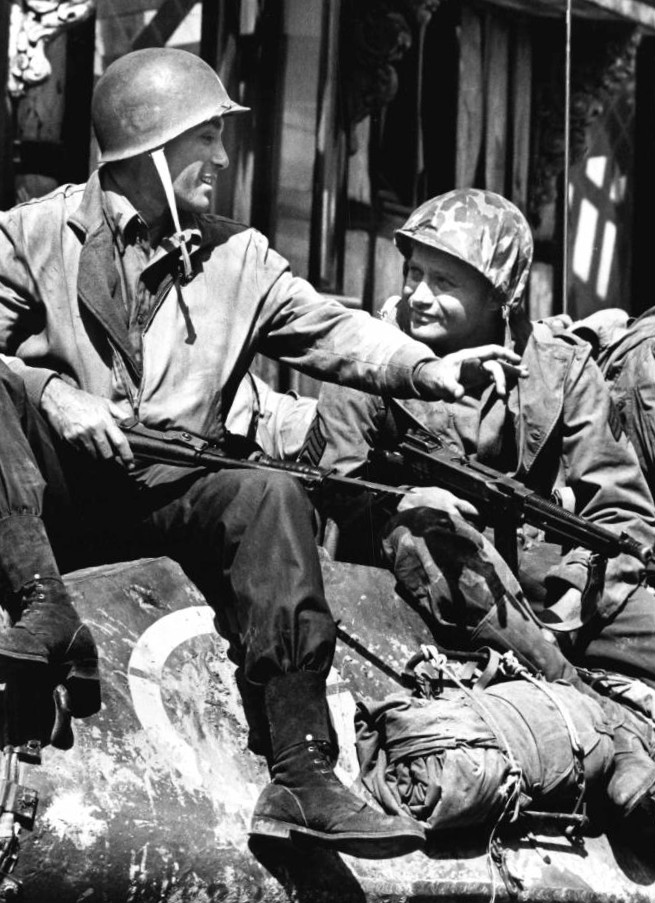
Rick Jason (esquerra) i Vic Morrow en un capitol de la primera temporada de la sèrie Combat! (1962).

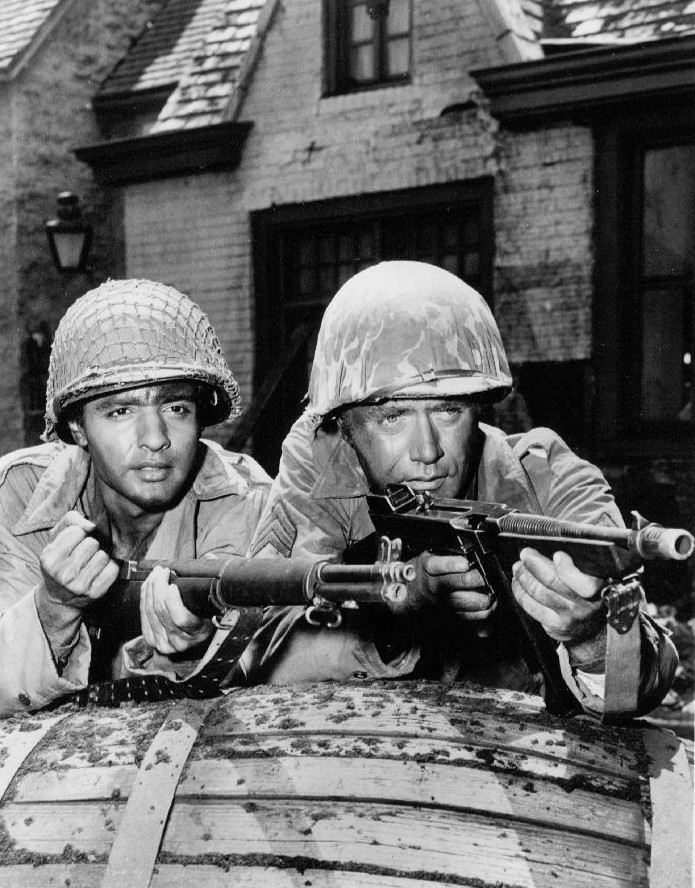
Sal Mineo i Vic Morrow en un capitol de Combat! (1965).

Va debutar al cinema amb la pel·lícula La jungla de les pissarres protagonitzada per l'actor Sidney Poitier i Glenn Ford en 1955. L'any 1958 juntament amb el cantant Elvis Presley va tenir un paper d'un delinqüent en el film King Creole. Després en 1960 va actuar en el film Cimarron d'Anthony Mann. Després d'aquesta pel·lícula es va visualitzar en la televisió, sent part destacada de l'elenc de la sèrie televisiva Combat! (1962-1967), en la qual també va treballar com a director televisiu. El programa consistia en la vida d'un grup de soldats durant la Segona Guerra Mundial. Gràcies a aquesta sèrie Morrow es va esdevenir mundialment famós i ja para quan Combat! va acabar, va col·laborar en el desenvolupament de llargmetratges per a televisió i diversos films.

## Mort
Morrow va morir el divendres 23 de juliol de 1982 durant l'enregistrament de Twilight Zone: The Movie, (La Dimensió Desconeguda: la pel·lícula); protagonitzada per Dan Aykroyd, Albert Brooks i John Lithgow. Durant una escena, Morrow subjectava a dos nens anomenats Myca Dinh Li de 6 anys i Renee Shin-Yi Chen de 7 anys, els qui havien estat contractats il·legalment per a la cinta, filmant una escena d'extrem perill. L'actor interpretava a William”Bill” Connors, un home intolerant que com no li havien donat un ascens en el seu treball i l'hi van donar a un home jueu, comença a parlar malament dels jueus, els negres i els asiàtics. I en un moment donat on viatja a través del temps cau en la França envaïda pels nazis i és perseguit per policies de la SS. Després cau en una organització del Ku Klux Klan. I finalment viatja a la Guerra del Vietnam i s'apiada de dos nens asiàtics i decideix salvar-los. Les explosions pirotècniques van causar la pèrdua de control de l'aparell, que va començar a volar molt baix i es va estavellar i literalment va decapitar a Morrow i a un dels nens amb les hèlixs enmig del riu que estaven creuant. L'altre nen va morir en ser aixafat per l'helicòpter. Els extres, que anaven dins de l'helicòpter van sortir il·lesos. Morrow és considerat com el primer actor a morir en un set de filmació.
La mort de Morrow va provocar un gran impacte en el públic de tot el món i, a conseqüència d'això, als Estats Units van ser realitzades reformes laborals per protegir als menors d'edat i es van implementar regulacions de seguretat en els estudis cinematogràfics. Para no causar problemes amb la família de Morrow, mitjançant ordre judicial es va decidir no mostrar aquesta escena. Els productors de la pel·lícula van ser absolts en un judici posterior incloent al director John Landis, els qui van ser acusats de negligència i per treball infantil il·legal.
Encara que l'escena es va eliminar de la pel·lícula, va ser utilitzada per les investigacions policials.
```
El cos de l'actor està soterrat, en l'actualitat, en el cementiri 
Hillside Memorial Park Cemetery
 situat en 
Culver City
, 
Califòrnia
, 
Estats Units
.
```

## Filmografia
- 1955: Blackboard Jungle
- 1956: Tribute to a Bad Man
- 1956: Men in War
- 1958: King Creole
- 1960: Cimarron
- 1961: Posse from Hell
- 1971: River of Mystery (telefilm)
- 1972: The Glass House (telefilm)
- 1973: Tom Sawyer (telefilm)
- 1974: Nightmare (telefilm)
- 1974: Dirty Mary, Crazy Larry
- 1977: Funeral for an Assassin
- 1977: Curse of the Black Widow (telefilm)
- 1978: Message from Space
- 1979: The Evictors
- 1980: Humanoids from the Deep
- 1981: The Last Shark
- 1982: Abenko Green Berets
- 1982: Bronx Warriors
- 1983: Twilight Zone: The Movie

## Premis i nominacions
Nominacions
- 1963: Primetime Emmy al millor actor de sèrie per Combat!